# 1010년

## 연호
- 북송(北宋) 대중상부(大中祥符) 3년
- 요(遼) 통화(統和) 28년
- 일본(日本) 간코(寛弘) 7년
- 리 왕조(李朝) 투언티엔(順天) 원년

## 기년
- 북송(北宋) 진종(眞宗) 13년
- 요(遼) 성종(聖宗) 29년
- 고려(高麗) 현종(顯宗) 원년
- 리 왕조(李朝) 태조(太祖) 원년

## 사건
- 거란 2차 침입
- 베트남에 리 왕조가 설립됨. (혹자는 1009년이라고도 함)
- 바이킹 탐험가 소르핀 카를세프니가 북아메리카에 개척지를 건설하려고 함. (샤나메 - 왕의 책)
- 맘스부리가의 아일머, 자신이 개발한 글라이더를 이용, 비행하려고 함.
- 페르시아인 시인인 피르다우시가 샤나메 (왕의 책)을 집필함.
- 코르도바의 우마아드조 칼리프 히샴 2세가 슐레이만의 대를 잇다.

## 탄생
- 비잔티움 제국 황제 미하일 4세(1041년 사망)
- 사보이아 백작 오도네(1060년 사망)

## 사망
- 고려 무신 강조(康兆)